# Lioubov Polichtchouk
Pour les articles homonymes, voir Polichtchouk.
 (juin 2016).
Si vous disposez d'ouvrages ou d'articles de référence ou si vous connaissez des sites web de qualité traitant du thème abordé ici, merci de compléter l'article en donnant les références utiles à sa vérifiabilité et en les liant à la section « Notes et références ».
Lioubov Grigorievna Polichtchouk (en russe : Любовь Григорьевнa Полищук) est une actrice russe, née le 21 mai 1949, morte le 28 novembre 2006 .

## Biographie
Lioubov Polichtchouk est la fille de Grigori Mefodievitch Polichtchouk descendant des Cosaques du Don - ouvrier des chemins de fer, et de son épouse, Olga Panteleïevna, couturière. À la fin de ses études secondaires, elle se produit à la philharmonie d'Omsk au sein de l'ensemble vocal Omitchi na estrade. Elle suit une formation à l'atelier des Arts de la Scène de toute la Russie de Leonid Maslioukov à Moscou. Diplômée en 1967, elle se produit comme artiste de stand-up à Omsk. La plupart de ses textes sont écrits par Marian Belenki. Quand le directeur artistique de la philharmonie d'Omsk, Youri Yourovski, prend le poste de directeur de la compagnie d’État Rosconcert, il aide Lioubov Polichtchouk à entrer au Music-hall de Moscou, qu'elle quitte en 1979, pour le Théâtre des Miniatures devenu par la suite Théâtre Ermitage (ru), où elle travaille jusqu'en 1988,.
Après une petite figuration dans le Skvorets i Lira de Grigori Aleksandrov en 1974, Lioubov Polichtchouk décroche un petit rôle muet dans l'adaptation des Douze Chaises de Mark Zakharov (1976). Son tango avec Andreï Mironov marque les esprits.
En 1985, Lioubov Polichtchouk obtient le diplôme de l'Académie russe des arts du théâtre dont elle a suivi les études en cours du soir.
En 1994, elle est nommée artiste du peuple de la fédération de Russie.
En 2005, on lui découvre un sarcome de la colonne vertébrale. Malgré le traitement et l'opération, la maladie progresse et pour continuer de jouer son dernier rôle dans la série télévisée My Fair Nanny l'actrice a recours à de puissants antalgiques. Elle meurt à son domicile à Bolchoï Kazeny pereoulok. Elle est enterrée au cimetière Troïekourovskoïe.

## Vie privée
Le premier époux de l'actrice est Valeri Konstantinovitch Makarov (1947-1992) originaire d'Omsk. Leur fils acteur Alekseï Makarov, né en 1972, est connu sous le nom de scène Alekseï Polichtchouk. Elle se remarie avec Sergueï Tsygal (ru) diplômé de l'Université d'État de Moscou - artiste graveur et animateur d'émissions culinaires, dont elle a une fille Marietta Tsygal-Polichtchouk (ru) née en 1984 - animatrice radio.

## Filmographie partielle
- 1976 : Les Douze Chaises de Mark Zakharov (série télévisée) : Danseuse
- 1979 : Ce même Münchausen (Тот самый Мюнхгаузен, Tot samyi Munchausen) téléfilm de Mark Zakharov : petite Berta
- 1979 : Les Aventures du Prince Florizel (Приключения принца Флоризеля) d'Ievgueni Tatarski : Jeannette
- 1979 : Babylone XX d'Ivan Mykolaïtchouk : Malva
- 1983 : Tayna chyornykh drozdov (Тайна чёрных дроздов, Taïna tchiornykh drozdov) de Vadim Derbeniov : Adele Fortescue
- 1984 : La Récompense d'un commerçant solitaire (Выигрыш одинокого коммерсанта, Vyigrysh odinokogo kommersanta) de Sebastián Alarcón (en) : Bambarella
- 1989 : Intergirl (Интердевочка, Interdevochka) de Piotr Todorovski : Zina Meleyko
- 1995 : Chirli-Myrli (Ширли-мырли) de Vladimir Menchov : Jennifer
- 2005 : La Star d'une époque (ru) de Iouri Kara : Klavdia Plavnikova